# أولاد يوسف (أولاد اغزيل 1)
أولاد يوسف هو دُوَّار يقع بجماعة أولاد غزبيل، إقليم جرادة، جهة الشرق في المملكة المغربية. ينتمي الدوّار لمشيخة أولاد اغزيل 1 التي تضم 9 دواوير. يقدر عدد سكانه بـ 548 نسمة حسب الإحصاء الرسمي للسكان والسكنى لسنة 2004.

## روابط خارجية
- البوابة الوطنية للجماعات الترابية
- المندوبية السامية للتخطيط